# Paikuli-Inschrift

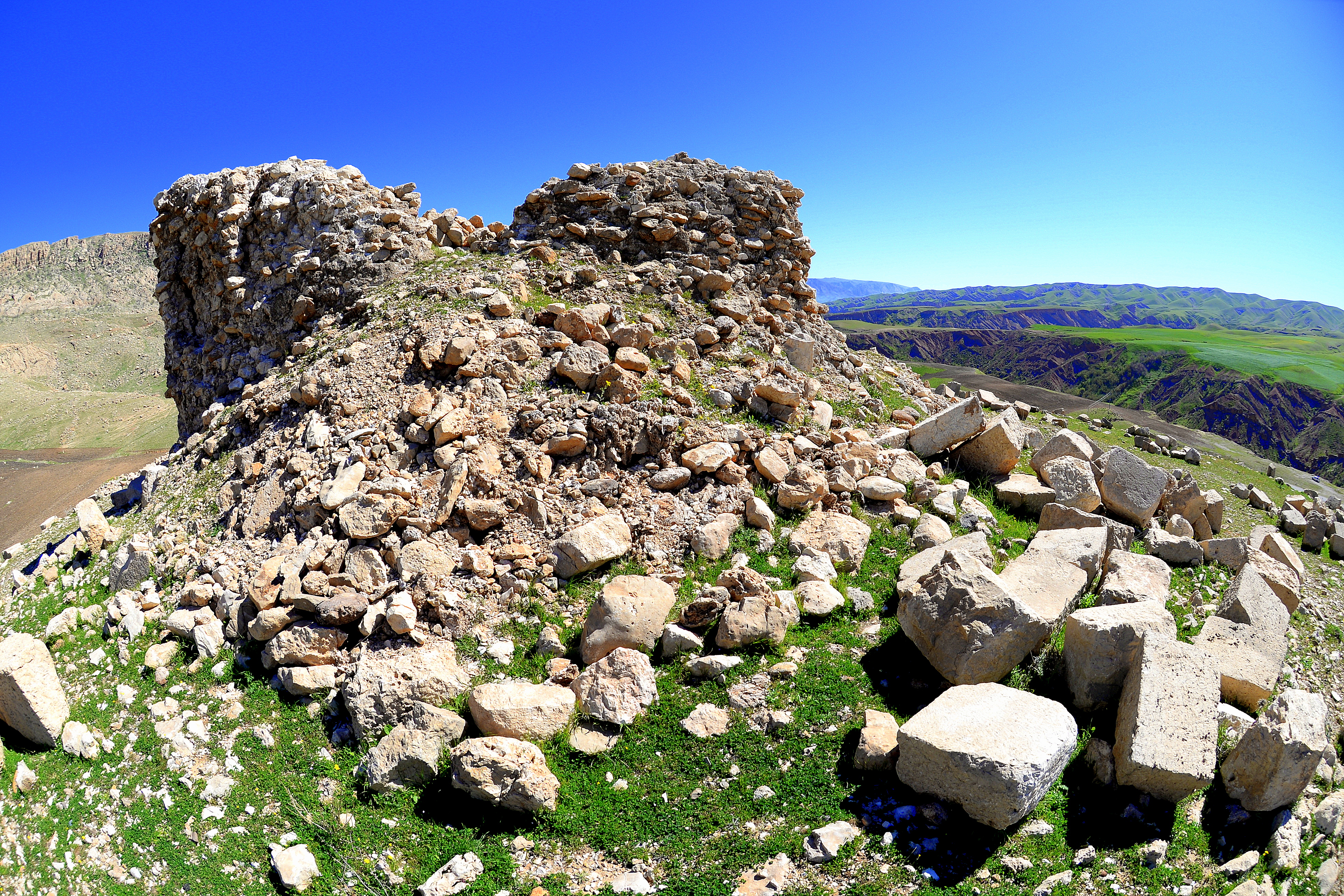
Überreste des Paikulimonuments

Die Paikuli-Inschrift beinhaltet bilinguale Texte in Parthisch und Mittelpersisch aus der Sassanidenzeit und erzählt vom Triumph des sassanidischen Königs Narseh über seinen Großneffen Bahram III. Das Monument bestand ursprünglich aus einem etwa 8,40 m mal 12,60 m großen Turm mit Inschriften auf zwei Seiten und befindet sich im Paikuli-Pass, wenige hundert Meter westlich des Dorfes Barkal im irakischen Gouvernement as-Sulaimaniya. Der Standort Paikuli (arabisch بيكولي, DMG Baikūlī; kurdisch پەیکوڵی Peykulî) markiert die Stelle, an der sich Narseh mit seinen adligen Unterstützern getroffen haben soll und der Umsturz Bahrams beschlossen wurde.

## Geschichtlicher Hintergrund
Narseh war der jüngste Sohn Schapurs I., der in der Thronfolge jedoch mehrmals übergangen wurde. Dennoch diente Narseh seinem Bruder Bahram I. und seinem Neffen Bahram II. anscheinend loyal. 293 erhob sich Narseh jedoch mit Unterstützung mehrerer Adliger gegen seinen jungen Großneffen Bahram III., der erst kurz zuvor den Thron bestiegen hatte, und ging militärisch gegen seinen Rivalen vor. Narseh hatte zu diesem Zeitpunkt bereits ein gehobenes Alter erreicht und konnte auf eine langjährige administrative Erfahrung zurückblicken. Er war den Schilderungen der Inschrift zufolge anscheinend der Aufforderung mehrerer persischer Großen gefolgt, die sich bei der Krönung Bahrams III. nicht ausreichend beachtet gefühlt hatten, in der damaligen politischen Lage einen erfahreneren König wünschten und deshalb Narseh zum neuen König erwählten. Aus dem kurzen Bürgerkrieg gegen Bahram III. ging Narseh siegreich hervor und bestieg den Thron Persiens.

## Erforschung

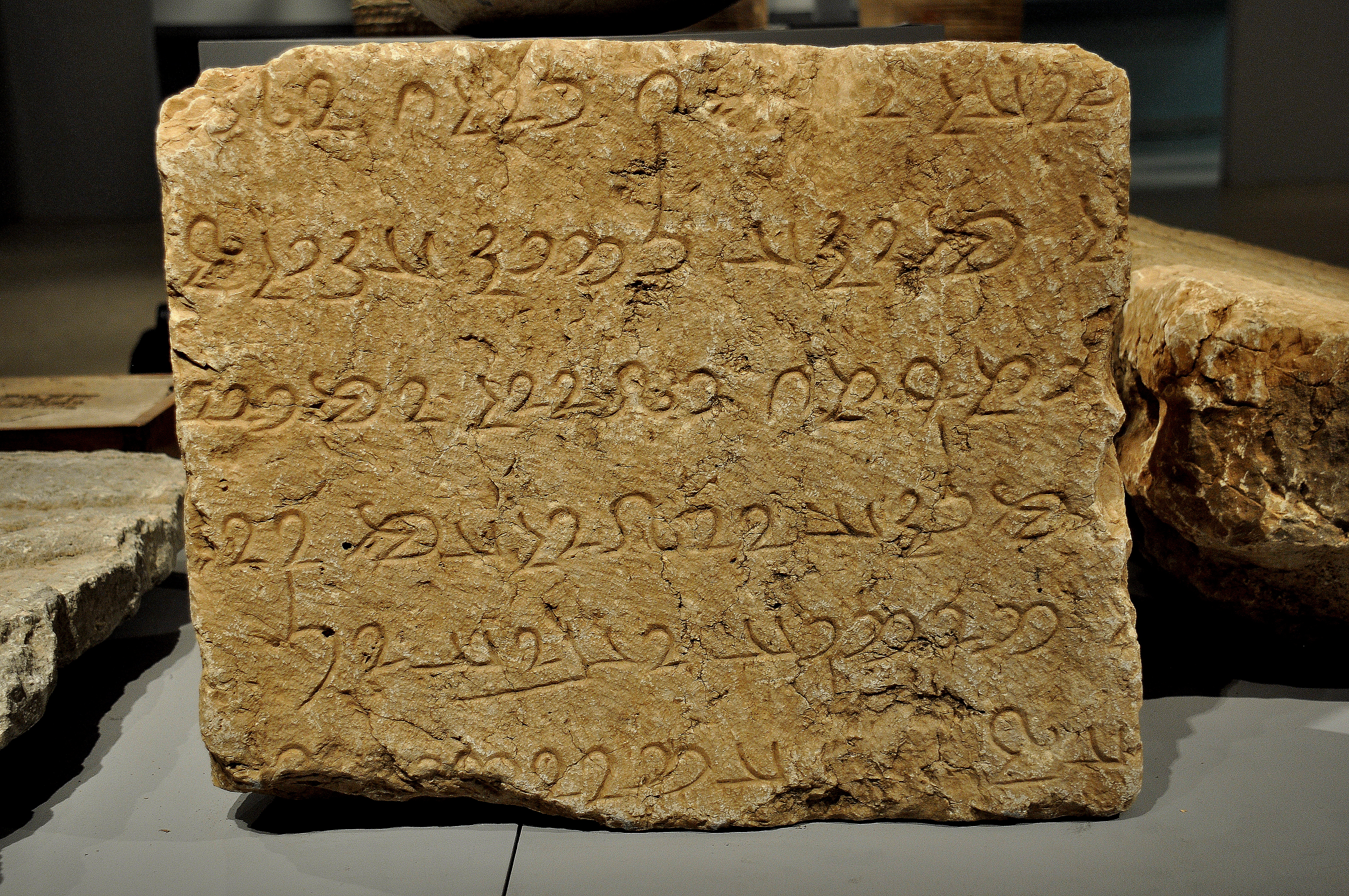
Mit mittelpersischer Sprache beschrifteter Block

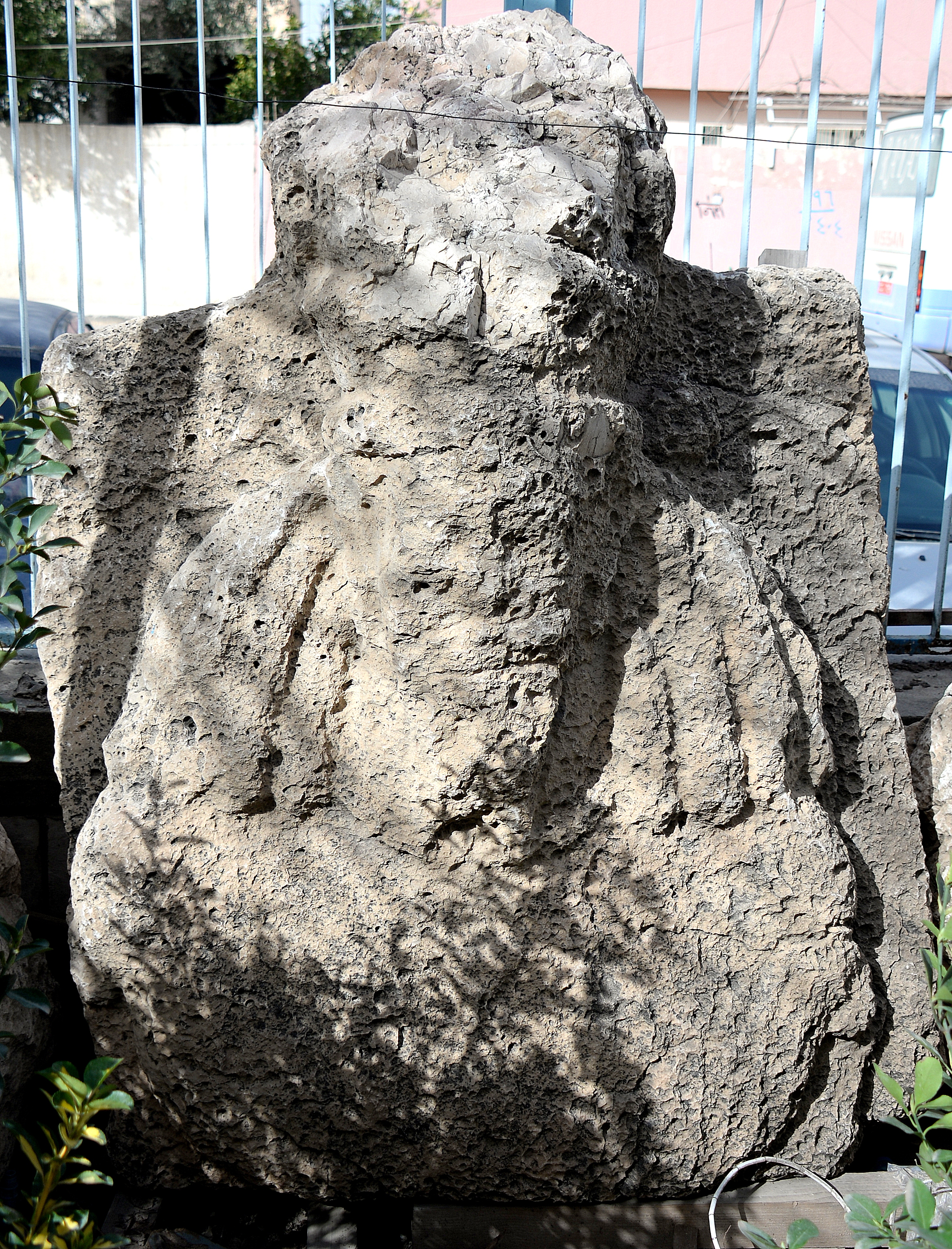
Eine der Büsten Narsehs

Das Monument, das von den lokalen Bewohnern Bot-ḵāna („Götzentempel“) genannt wird, wurde im 19. Jahrhundert von europäischen Reisenden entdeckt und als erstes vom britischen Major und Forschungsreisenden Henry Creswicke Rawlinson im Jahr 1844 erforscht. Er übergab seine Aufzeichnungen an Edward Thomas, der sie, umfangreich kommentiert, 1868 veröffentlichte. Ernst Herzfeld besuchte die Stätte im Sommer 1911 und nahm einige Abdrücke von der Inschrift. Er leitete seine Zeichnungen und Fotografien an Carl Friedrich Andreas in Göttingen weiter. Im Sommer 1913 kam er wieder und führte seine Arbeit fort, diesmal systematisch. Er machte von 97 Blöcken Abdrücke, begann die zerstreuten Blöcke zu ordnen und fertigte erste hypothetische Rekonstruktionen an. 1924 veröffentlichte er sein sämtliches Wissen über das Monument. Seine Rekonstruktion und Lesung der Inschriften waren zum größten Teil korrekt. Die Forscher Prods Oktor Skjærvø und Helmut Humbach untersuchten die Inschrift später erneut und publizierten ihre Lesung ebenfalls, und ab 2006 führte ein italienisches Team der Universität Florenz unter Carlo G. Cereti in Kooperation mit den lokalen kurdischen Autoritäten Konservierungs- und Ausgrabungsarbeiten durch. Sie entdeckten in der Umgebung 19 bisher unbekannte beschriftete Blöcke, die sie 2014 publizierten. Alle beschrifteten Blöcke befinden sich im Sulaimaniyya-Museum.

### Aufbau
Das Monument hat einen quadratischen Grundriss mit etwa 8,40 m Seitenlänge. Herzfeld konnte die Höhe nur schätzen, da das Monument schon lange in sich zusammengebrochen war. Bei einem Höhe-zu-Breite-Verhältnis von 3:2 gab er die Turmhöhe mit 12,60 m an. An den Kanten saßen dreiviertel Säulen, die etwa 12,50 cm hervorstanden. Das Monument muss aber breiter gewesen sein, da laut Skjærvø und Humbach der mittelpersische Text schon 9,30 m breit ist.
Das rechteckige Monument besteht aus einzelnen Kalksteinblöcken mit einer durchschnittlichen Größe von 40 × 60 × 40 cm. Das Innere ist mit einer Betonmischung aus Fluss- und Kieselsteinen ausgefüllt, die durch Gips als Bindemittel anstatt Zement zusammengehalten wird. Die äußeren Blöcke waren mit dem Füllmaterial nur lose verbunden, was Herzfeld als „nachlässige Technik“ bezeichnete. Die einzelnen Blöcke zeigen auf ihrer Oberseite zwei wenige Zentimeter tiefe Löcher, in denen metallene Klammern saßen, die die Blöcke zusammenhielten. Einige der Blöcke sind beschriftet, während der Großteil eine geglättete Außenfläche hat. Der Kalkstein wurde wohl direkt aus der Umgebung gewonnen. An allen vier oberen Kanten der Seiten waren Büsten Narsehs angebracht, die noch erhalten sind.
Bedingt durch den Standort in einem Tal treten starke, sandhaltige Winde auf, die die Steine abschleifen. Neben diesen Schleifspuren sind viele Blöcke mit Pilzen oder Bakterienkolonien besiedelt.

### Text
Zwei Seiten des Turms waren beschriftet: Die westliche Seite beinhaltete den mittelpersischen Text und die gegenüberliegende östliche Wand den parthischen Text. Der entzifferte Text besteht aus Einleitung, Hauptteil und Abschluss. Der Hauptteil beschreibt drei Ereignisse. Die Ereignisse bis zum Treffen von Narseh mit den Adeligen, die Niederlage Bahrams III. und die Verhandlungen zwischen Narseh und den Adeligen über die Zukunft des Reiches und die Thronbesteigung. Es versteht sich dabei, dass der Text die Sicht des Siegers, Narseh, auf den Konflikt wiedergibt. Der Inhalt lässt sich wie folgt zusammenfassen:
1. Einleitung:
Narsehs Genealogie wird wiedergegeben.
2. Hauptteil:
Narsehs Neffe und amtierender König Bahram II. stirbt. Ohne Narsehs Wissen wird Bahrams Sohn als Bahram III. neuer König. Daraufhin fragt eine Gruppe Adeliger Narseh, ob er nicht aus Armenien zurückkehren könne, um den Usurpator zu besiegen und seinen rechtmäßigen Platz auf dem Thron einzunehmen. Narseh macht sich auf den Weg und trifft die Adeligen bei Paikuli. Bahram III. zieht gegen seinen Onkel und beide Seiten mobilisieren ihre Verbündeten. Doch am Ende unterliegt Bahram III. und wird bestraft. Nach seinem Sieg lässt Narseh eine Versammlung Adeliger den geeigneten König wählen. Die Wahl fällt auf Narseh, der akzeptiert.
3. Abschluss:
Narseh befriedet das Land und schließt auch mit dem Römischen Reich Frieden. Dann folgt eine Auflistung aller Herrscher, die Narseh als König der Könige anerkennen.